# フリオ・クルス

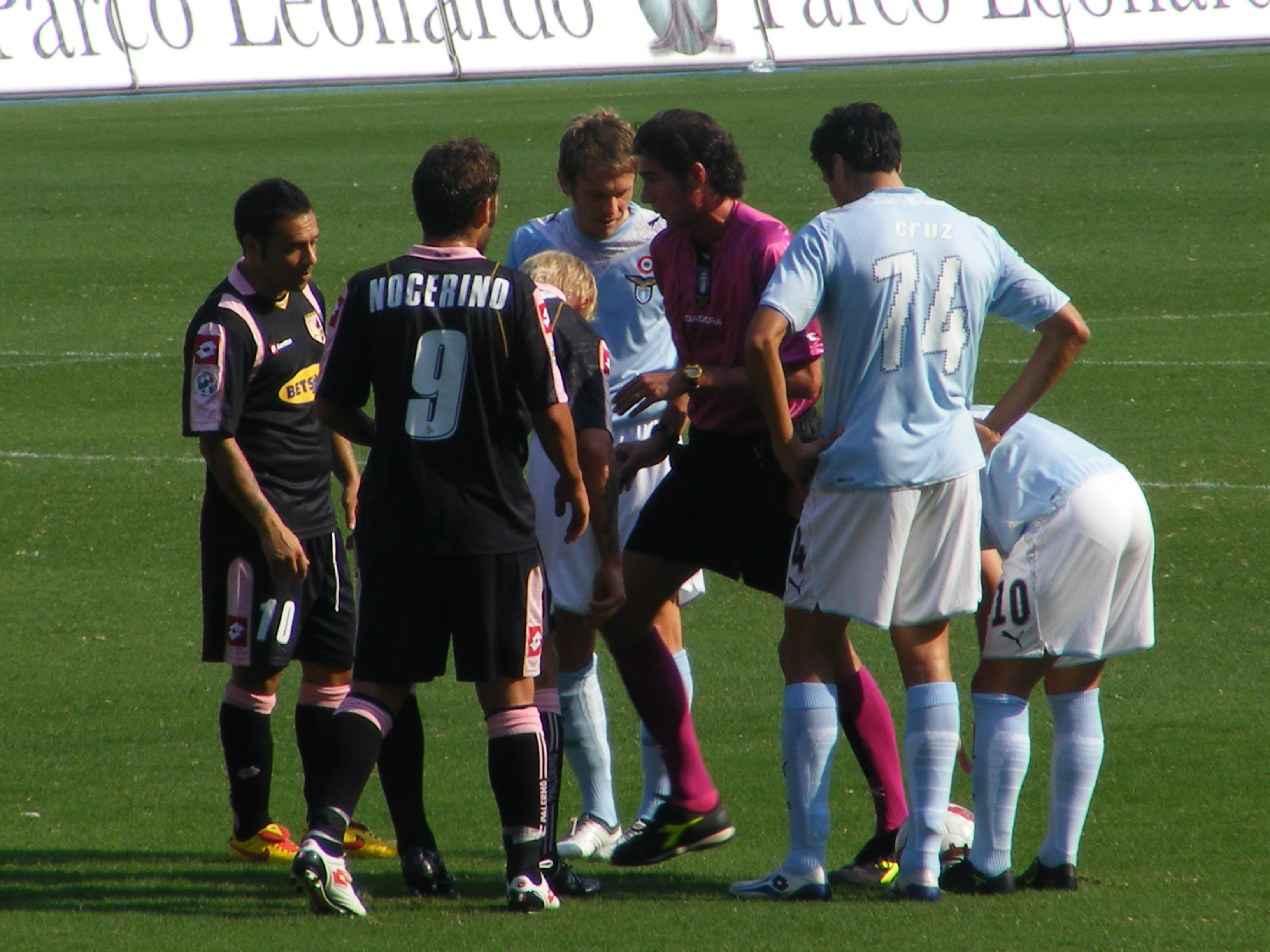
フリオ・クルス

フリオ・リカルド・クルス（Julio Ricardo Cruz, 1974年10月10日 - ）は、アルゼンチン・サンティアゴ・デル・エステロ出身の元サッカー選手。ポジションはフォワード。ニックネームは「庭師」。息子のファン・マヌエル・クルスもサッカー選手である。

## 経歴
母国アルゼンチンのバンフィールドでデビューした後、CAリーベル・プレートでゴールを量産し、1997-98シーズンにフェイエノールトへ移籍。3シーズンで52得点を記録した。
2000-01シーズンにボローニャへ移籍し、ケネット・アンデションの後釜として期待に応え、3シーズンで30得点を記録した。2003-04シーズン、様々なチームからオファーを受けたが、クーペル監督の存在が決め手となり、インテル・ミラノに移籍した。クリスティアン・ヴィエリ、アドリアーノ、ズラタン・イブラヒモビッチ、そして同郷のエルナン・クレスポらとのレギュラーポジション争いを繰り広げながらも、出場機会を得れば結果を残した。また長年、インテルのキャプテンとしてプレーしている同国出身のハビエル・サネッティとは1993年に共にCAバンフィエルドでプロデビューを果たしている間柄である。
1997年にデビューしたアルゼンチン代表では、1998年フランスワールドカップ、2002年日韓ワールドカップ共に落選したが、2005-06シーズンの驚異的な活躍が認められると、2006年に4年ぶりに復帰し、2006年ドイツワールドカップへ出場するメンバーに選出され、2試合に出場した。
このシーズンは締め括りのW杯出場だけでなく、インテルでも他のFW陣が負傷やスランプに苦しむ中コンスタントに出場し、チーム最多かつセリエAにおける自身のキャリアでも最多の15得点を挙げ、1988-89シーズン以来のスクデット（カルチョ・スキャンダルによる繰り上がり優勝）に貢献、チャンピオンズリーグでも自身最多の4得点を挙げる現時点でのキャリアハイと言えるシーズンとなった。
2003年のユヴェントスFC戦ではジャンルイジ・ブッフォンからゴールを奪った。この試合を初めユヴェントスとの試合では度々活躍を見せており、フェイエノールト時代の1997-98シーズンにもチャンピオンズリーグでユヴェントスと対戦した際に2得点を挙げるほどのユベントスキラーである。ユヴェントス戦では通算で10得点を挙げた。また誠実な人柄でファンから愛されている選手である。2007-08シーズンはエース、アドリアーノの不調により、出場機会が回ってくるようになった。
2008-09シーズンはアドリアーノのインテル復帰・復調から、イブラヒモビッチ、アドリアーノに続く3人目のストライカーとして途中出場でよく起用され、貴重な決勝点や同点弾を決める事も多い。また、場合によっては戦術上、2人のセンターフォワードの後ろ側（トップ下）でプレーすることもあった。
2009年7月、インテルでは通算197試合75得点を挙げたが、インテルとの契約が満了したためSSラツィオへ移籍した。

## その他
限られた出場時間の中でもきっちりと結果を出す職人肌の選手で、長身と足下の技術を生かしポストマンやシャドーストライカーとして活躍した。また左右どちらの足でも強烈なシュートが打てるため得点能力も高い。インテルは優秀なキッカーがいるため、蹴る機会は多くないが、フリーキックの技術は一級品である。

## 個人成績
| クラブ             | シーズン | リーグ戦 | リーグ戦 | カップ戦 | カップ戦 | UEFA | UEFA   | 合計 | 合計   |
| クラブ             | シーズン | 試合     | ゴール   | 試合     | ゴール   | 試合 | ゴール | 試合 | ゴール |
| ------------------ | -------- | -------- | -------- | -------- | -------- | ---- | ------ | ---- | ------ |
| バンフィエルド     | 1993-94  | 5        | 0        | -        | -        | -    | -      | 5    | 0      |
| バンフィエルド     | 1994-95  | 26       | 6        | -        | -        | -    | -      | 26   | 6      |
| バンフィエルド     | 1995-06  | 32       | 10       | -        | -        | -    | -      | 32   | 10     |
| バンフィエルド     | 1996-07  | 1        | 0        | -        | -        | -    | -      | 1    | 0      |
| バンフィエルド     | 合計     | 64       | 16       | -        | -        | -    | -      | 64   | 16     |
| リーベル・プレート | 1996-97  | 29       | 17       | -        | -        | -    | -      | 29   | 17     |
| リーベル・プレート | 合計     | 29       | 17       | -        | -        | -    | -      | 29   | 17     |
| フェイエノールト   | 1997-98  | 27       | 14       | -        | -        | 6    | 3      | 33   | 17     |
| フェイエノールト   | 1998-99  | 29       | 15       | -        | -        | 2    | 0      | 31   | 15     |
| フェイエノールト   | 1999-00  | 30       | 15       | -        | -        | 8    | 3      | 38   | 18     |
| フェイエノールト   | 2000-01  | -        | -        | -        | -        | 1    | 0      | 1    | 0      |
| フェイエノールト   | 合計     | 86       | 44       | -        | -        | 17   | 6      | 103  | 50     |
| ボローニャ         | 2000-01  | 27       | 7        | -        | -        | 1    | 0      | 28   | 7      |
| ボローニャ         | 2001-02  | 33       | 10       | 2        | 2        | -    | -      | 35   | 12     |
| ボローニャ         | 2002-03  | 28       | 10       | 1        | 0        | 6    | 1      | 35   | 11     |
| ボローニャ         | 合計     | 88       | 27       | 3        | 2        | 7    | 1      | 98   | 30     |
| インテル           | 2003-04  | 21       | 7        | 4        | 3        | 10   | 1      | 35   | 11     |
| インテル           | 2004-05  | 18       | 5        | 6        | 2        | 8    | 2      | 32   | 9      |
| インテル           | 2005-06  | 31       | 15       | 8        | 2        | 6    | 4      | 45   | 21     |
| インテル           | 2006-07  | 14       | 7        | 4        | 2        | 4    | 3      | 22   | 12     |
| インテル           | 2007-08  | 26       | 13       | 3        | 3        | 4    | 2      | 33   | 18     |
| インテル           | 2008-09  | 13       | 2        | 5        | 1        | -    | -      | 18   | 3      |
| インテル           | 合計     | 123      | 49       | 28       | 10       | 32   | 12     | 184  | 74     |
| ラツィオ           | 2009-10  | 25       | 8        | -        | -        | -    | -      | 25   | 8      |
| ラツィオ           | 合計     | 25       | 8        | -        | -        | -    | -      | 25   | 8      |
| 合計               | 合計     | 415      | 161      | 31       | 12       | 56   | 19     | 489  | 190    |

## 代表歴

### 出場大会
- アルゼンチン代表
  - 2006 FIFAワールドカップ

### 試合数
- 国際Aマッチ 22試合 3得点（1997年-2008年）[1]

| アルゼンチン代表 | 国際Aマッチ | 国際Aマッチ |
| 年               | 出場        | 得点        |
| ---------------- | ----------- | ----------- |
| 1997             | 5           | 0           |
| 1998             | 0           | 0           |
| 1999             | 2           | 1           |
| 2000             | 1           | 0           |
| 2001             | 4           | 0           |
| 2002             | 1           | 1           |
| 2003             | 0           | 0           |
| 2004             | 0           | 0           |
| 2005             | 2           | 1           |
| 2006             | 2           | 0           |
| 2007             | 0           | 0           |
| 2008             | 5           | 0           |
| 通算             | 22          | 0           |